# Everything But You (canción de Brian McFadden)
"Everything But You" es el tercer sencillo del cantante Brian McFadden, del álbum Set in Stone. Fue lanzado en noviembre vía iTunes.

## Vídeo
El vídeo de la canción fue grabado en Sídney, Australia, por el mismo director del vídeo Twisted. Muestra a Brian en el estudio 'grabando' la canción. Brian tenía sus dedos quebrados durante el vídeo, que fue muy oculto en la versión final.

## Listado
Australian Digital single
1. "Everything But You"
2. "Like Only a Woman Can" (Versión irlandesa)

## Charts
| Año  | Chart              | Peak Posición |
| ---- | ------------------ | ------------- |
| 2008 | ARIA Singles Chart | 99            |